# The Anguished Man
The Anguished Man (De gekwelde man) is een schilderij waarvan de schilder ervan onbekend is, men beweert dat het geschilderd is geweest met het bloed van de kunstenaar. De kunstenaar pleegde zelfmoord na het maken van het werk. Het schilderij staat bekend als een van de meest "behekste" schilderijen. De huidige eigenaar is Engelsman Sean Robinson, hij erfde het van zijner grootmoeder.

## Het Verhaal[2]
Het volgende werd gestuurd naar Your True Tales door Robinson.
" Mijn grootmoeder had dit schilderij voor zo'n 25 jaren op haar zolder, zij beweerde dat het kwaadaardig was. Ze vertelde aan ons dat ze een schim van een man in het huis zag en 's avonds gehuil/vreemde geluiden hoorde van een man. Ze vertelde me dat de kunstenaar kort nadat hij klaar was, zelfmoord had gepleegd en dat hij zijn eigen bloed had gebruikt vermengd met de oliën."
"Na haar dood kregen we het schilderij; het is momenteel in onze kelder. Kort nadat we het schilderij hadden gekregen, zagen verschillende leden van de familie een schim van een man. 'S Nachts begonnen we geluiden te horen en onlangs hoorden we huilen en kreunen."

"Het schilderij staat nog steeds in ons huis en hoewel ik nooit in het bovennatuurlijke heb geloofd, ben ik er nu van overtuigd dat er iets kwaads aan dit schilderij is."
Gedurende deze periode maakte hij ook een video

Enkele weken nadien stuurde Robinson nog een update naar Your True Tales.
"De geluiden zijn erger geworden. We hebben gehuil horen komen uit de hoek van onze slaapkamer. We begonnen de donkere figuur op de bodem van het bed te zien staan, alleen maar naar ons starend. Het lijkt een man van middelbare leeftijd te zijn, maar zijn kenmerken zijn niet erg duidelijk."

"Als voormalig scepticus ben ik erg nieuwsgierig, dus ik verplaats het schilderij naar onze slaapkamer. Voorheen heeft het in een kast beneden gestaan. Ik voel me ongerust en een beetje bang... Ik zal blijven updaten."
Een jaar later stuurde Robinson nog een update.
"Ik zette de camera nog een keer in de logeerkamer. Het schilderij zat opgeborgen sinds de laatste opname. Ik heb gedurende de laatste drie nachten ongeveer vier uur per nacht opgenomen, tussen 1 uur en 5 uur nam ik de gebruikelijke bonkende geluiden op, maar op de tweede nacht rond 3.25 uur zag ik op mijn opname dat het schilderij plotseling omvalt en direct daarna is een kleine bol zichtbaar net boven het schilderij."

"Er was geen tocht in de kamer en het schilderij stond schuin tegen de muur dus het had niet vanzelf kunnen omvallen. Ook heb ik de vreemde mist weer boven aan de trap gevoeld, het was alsof ik  plotseling werd omringd door rook en ik kreeg het erg koud, maar toen verdween het net zo snel als het kwam."

## Internetpopulariteit
De video's met het schilderij hebben meer dan een miljoen hits, verder duurde het niet lang vooraleer er verscheidene internettheorieën gemaakt werden; op populaire sites m.n Reddit en Creepypasta. Op Creepypasta zelf is er nog een verhaal gebaseerd op Robinsons zijne.
Robinson plant om met La Brea Pictures zijn verhaal op het grote doek te brengen, er zou een film in de maak zijn door regie Tii Ricks. De productie begon omtrent 2019.
Het schilderij is zo populair dat er namaakversies verschijnen op Ebay. Robinson zei dat hij het schilderij nooit zou verkopen, waardoor alles te koop online nep is.

## Hoax?
Desondanks het feit dat Sean Robinson zijn video's maakte als bewijs, wordt de authenticiteit betwist. The Anguished man verscheen op de show Weird or What? op het Discovery Channel. Volgens de show zouden de beelden trucage zijn, makkelijk gerecreëerd kunnen worden met een vislijn. Als verder bewijs van het hoax aspect, blijkt enkel Robinsons familie het verhaal te bevestigen. Niemand buiten de familie heeft iets paranormaals ervaart.
Sean Robinson beweert zelf dat de beelden authentiek zijn.